# Bjurtjärns socken
Bjurtjärns socken i Värmland ingick i Karlskoga bergslags härad, ingår sedan 1971 i Storfors kommun och motsvarar från 2016 Bjurtjärns distrikt.
Socknens areal är 182,03 kvadratkilometer, varav 137,71 land. År 2000 fanns här 1 261 invånare. Tätorten Kyrksten, Alkvetterns herrgård och kyrkbyn Bjurtjärn med sockenkyrkan Bjurtjärns kyrka ligger i socknen.

## Namnet
Namnet (1613, Bjurkerum) kommer från sjön söder om kyrkan och innehåller bjur, 'bäver' och tjärn, 'sjö'.
Socknen stavades även Bjurkärn under 1800-talet.

## Administrativ historik
Bjurtjärns socken bildades 1630 genom en utbrytning ur Karlskoga socken.
Vid kommunreformen 1862 övergick socknens ansvar för de kyrkliga frågorna till Bjurtjärns församling och för de borgerliga frågorna till Bjurtjärns landskommun. Landskommunen uppgick 1952 i Ullvätterns landskommun och området övergick samtidigt från Örebro län till Värmlands län. Ullvätterns landskommun inkorporerades 1967 i Storfors köping som 1971 ombildades till Storfors kommun. Församlingen uppgick 2010 i Storfors församling.
1 januari 2016 inrättades distriktet Bjurtjärn, med samma omfattning som församlingen hade 1999/2000.
Socknen har tillhört fögderier, tingslag och domsagor enligt vad som beskrivs i artikeln Karlskoga bergslags härad.

## Historia
Vid 1800-talets mitt sökte sig flera personer till både Australien och USA.
I delstaten Wisconsin grundade migranter från Bjurtjärn samhället Stockholm, Pepin County. Kolonins grundande leddes av Erik Peterson, som kom att få en informell ledarroll och därför kallades "Kung Erik". Fler än 100 personer från Karlskoga och Bjurtjärn slog sig ner i Stockholm.
I i Kerang, Victoria kom ett värdshus i Fred Westblads ägo, också han från Bjurtjärn, som blev ett tillhåll för svenskar.

## Geografi
Bjurtjärns socken ligger kring Ullvettern och Alkvettern. Socknen har odlingsbygd vid sjöarna och är i övrigt en kuperad sjörik skogsbygd.

## Fornlämningar
Från stenåldern har påträffats spridda gravar och ett 20-tal boplatser.

## Samhällsliv
Bjurtjärns skola i byn Tåbäcken har årskurserna förskola till sjätte klass. Bjurtjärns hembygdsförening driver hembygdsgården Börjes i byn Åsjöhyttan. 1993 bildades i socknen en teaterförening, som har gjort pjäser om bygdens historia på hembygdsgården. 1990 bildades Åtorps Byalag i Bjurtjärn, numera kallat Kväggeshyttans byalag i Bjurtjärn, som verkar i Kväggeshyttan i socknens södra del.

## Befolkningsutveckling
| Befolkningsutvecklingen i Bjurtjärns socken 1810–1990                                                    | Befolkningsutvecklingen i Bjurtjärns socken 1810–1990 | Befolkningsutvecklingen i Bjurtjärns socken 1810–1990 | Befolkningsutvecklingen i Bjurtjärns socken 1810–1990 | Befolkningsutvecklingen i Bjurtjärns socken 1810–1990 |
| --- | ----------------------------------------------------- | ----------------------------------------------------- | ----------------------------------------------------- | ----------------------------------------------------- |
| |                                                       |                                                       |                                                       |                                                       |
| År |                                                       |                                                       | Folkmängd                                             |                                                       |
| 1810 | 1810                                                  |                                                       | 1 735                                                 |                                                       |
| 1820 | 1820                                                  |                                                       | 1 503                                                 |                                                       |
| 1830 | 1830                                                  |                                                       | 1 680                                                 |                                                       |
| 1840 | 1840                                                  |                                                       | 1 759                                                 |                                                       |
| 1850 | 1850                                                  |                                                       | 2 185                                                 |                                                       |
| 1860 | 1860                                                  |                                                       | 2 428                                                 |                                                       |
| 1870 | 1870                                                  |                                                       | 2 495                                                 |                                                       |
| 1880 | 1880                                                  |                                                       | 2 526                                                 |                                                       |
| 1890 | 1890                                                  |                                                       | 2 166                                                 |                                                       |
| 1900 | 1900                                                  |                                                       | 1 926                                                 |                                                       |
| 1910 | 1910                                                  |                                                       | 1 741                                                 |                                                       |
| 1920 | 1920                                                  |                                                       | 1 734                                                 |                                                       |
| 1930 | 1930                                                  |                                                       | 1 687                                                 |                                                       |
| 1940 | 1940                                                  |                                                       | 1 392                                                 |                                                       |
| 1950 | 1950                                                  |                                                       | 1 288                                                 |                                                       |
| 1960 | 1960                                                  |                                                       | 1 042                                                 |                                                       |
| 1970 | 1970                                                  |                                                       | 770                                                   |                                                       |
| 1980 | 1980                                                  |                                                       | 1 229                                                 |                                                       |
| 1990 | 1990                                                  |                                                       | 1 323                                                 |                                                       |
| Anm: Källor: Umeå universitet - Tabellverket 1749-1859, Demografiska databasen, CEDAR, Umeå universitet. |                                                       |                                                       |                                                       |                                                       |